# Michael Stulce
Michael "Mike" Stulce (Killeen, 14 de julho de 1969) é um ex-atleta e campeão olímpico norte-americano, especializado no arremesso de peso. 
Atleta formado na Texas A&M University, conquistou a medalha de ouro em Barcelona 1992 com um arremesso de 21,70 m e no ano seguinte sagrou-se campeão mundial em pista coberta em Toronto 1993 com um lançamento de 21,27 m. Foi também três vezes campeão nacional americano do arremesso de peso.
Stulce teve vários problemas de dopagem na carreira. Antes de ser campeão olímpico, vinha de uma suspensão de dois anos por testar positivo para esteroides anabolizantes em 1990. Um ano após os Jogos ganhou a medalha de bronze da prova no Mundial de Stuttgart 1993, apenas para ter a medalha cassada e ser banido do esporte depois de novamente ter um exame positivo para dopagem, desta vez para   mestanolona, uma droga derivada da di-hidrotestosterona.